# St. Martin (Geißlingen)

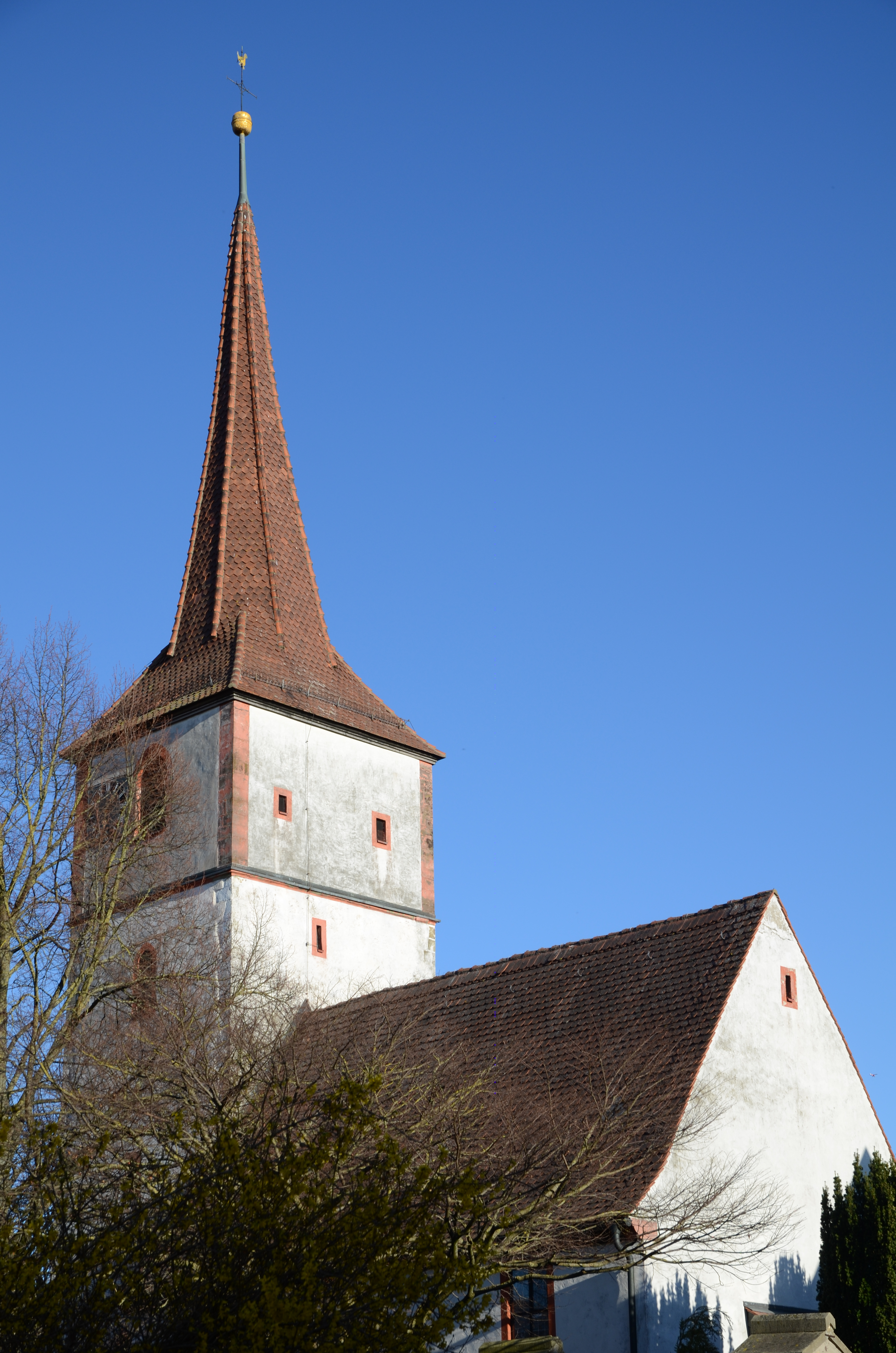
St. Martin (Geißlingen)

Die evangelische, denkmalgeschützte Filialkirche  St. Martin steht in Geißlingen, einem Gemeindeteil der Gemeinde Oberickelsheim im Landkreis Neustadt an der Aisch-Bad Windsheim in Mittelfranken. Das Bauwerk ist unter der Denkmalnummer D-5-75-155-7 als Baudenkmal in der Bayerischen Denkmalliste eingetragen. Die Kirchengemeinde gehört zur Pfarrei Aub-Gülchsheim im Evangelisch-Lutherischen Dekanat Uffenheim im Kirchenkreis Ansbach-Würzburg der Evangelisch-Lutherischen Kirche in Bayern.

## Beschreibung
An den spätmittelalterlichen Chorturm wurde im 16./17. Jahrhundert das mit einem Satteldach bedeckte Langhaus nach Westen und die Sakristei angefügt. In dem Geschoss oberhalb des Gurtgesimses des Chorturms, das mit Ecksteinen versehen ist, steht der Glockenstuhl. Auf diesem Geschoss sitzt ein achtseitiger spitzer Helm. Der Innenraum des Chors, d. h. das Erdgeschoss des Chorturms, ist mit einem Kreuzrippengewölbe überspannt, der des Langhauses mit einer Flachdecke. An den Längsseiten des Langhauses befinden sich Emporen. Zur Kirchenausstattung gehört ein Altar in Form einer Ädikula von 1624.